# Алішер Агзамходжаєв
Алішер Анварович Агзамходжаєв (10 квітня 1957, Ташкент) — узбекистанський дипломат. Тимчасовий повірений у справах Республіки Узбекистан в Україні (1995—1998).

## Біографія
Народився 10 квітня 1957 року в місті Ташкент. Закінчив Ташкентський державний університет, юридичний факультет.
Працював секретарем парткому заводу «Міконд». Депутат останнього скликання Верховного Совєта СРСР, член Ради Республік ВС СРСР.
Народний депутат, голова комітету у справах ветеранів та молодіжної Олій Мажлісу Республіки Узбекистан.
З 1995 по листопад 1998 року — Тимчасовий повірений у справах Республіки Узбекистан в Києві.
З 1998 по 2000 рік — Начальник управління країн СНД МЗС Республіки Узбекистан. З 2000 року — Генеральний директор ІП Crown Furniture LTD.